# مؤسسة المبيعات التعاقدية
مؤسسة المبيعات التعاقدية (CSO) هي مؤسسة أو شركة تساعد الشركات في بيع منتجاتها وخدماتها وتسويقها. وقد انتشر مصطلح مؤسسة مبيعات تعاقدية على وجه الخصوص في علوم الحياة والأجهزة الطبية وقطاعات إطلاق المنتج الطبي. كما يمكن أن توفر مؤسسة المبيعات التعاقدية العديد من الخدمات التي تتراوح ما بين ترتيب إقليم المبيعات وخطط التعويض المحفزة ومراكز اتصال واستئجار وتدريب ممثلين وممثلي إدارة وما إلى ذلك. وهو مصطلح واسع جدًا ويحمل معان واسعة للغاية. وتشتهر خدمات مؤسسة المبيعات التعاقدية لأنها تسمح للشركات بالتركيز على كفاءاتها الرئيسية وتحسين الربحية وتخفيض التكاليف للعملاء الذين يقدمون لهم الخدمات.
وتندرج مؤسسة المبيعات التعاقدية تحت مظلة المبيعات الأوسع ذات المصادر الخارجية أو منظمات المصادر الخارجية للمبيعات.